# ティザー病
ティザー病（ティザーびょう、英:Tyzzer's disease）とはClostridium piliforme感染を原因とする感染症。Clostridium piliformeはグラム陰性桿菌、偏性細胞内細菌であり、宿主域はマウス、ラット、ハムスター、ウサギなどと広い。感染動物の多くで無症状であるが、免疫能が低下している場合に体重減少、立毛、下痢などを示す。有効なワクチンは開発されていない。